# Eulepidotis argentilinea
Eulepidotis argentilinea là một loài bướm đêm trong họ Erebidae.